# ميركوري-ريدستون
كانت مركبة الإطلاق ميركوري-ريدستون، (التي صممت لمشروع ميركوري التابع لوكالة ناسا، أول معزز فضاء مأهول أمريكي. وقد استخدم في ست رحلات من مركبة ميركوري دون المدارية من عام 1960 إلى عام 1961؛ وبلغت ذروتها مع قلاطإ لوأ، وبعد 11 أسبوعا، والثانية الأمريكية (والثاني والثالث للبشر) في الفضاء.
وهي عضو في عائلة صواريخ ريدستون، كان مستمدا من صاروخ باليستي من ريدستون التابع للقوات البرية للولايات المتحدة، والمرحلة الأولى من مركبة إطلاق جوبيتر-C ذات الصلة. ولكن لمعدل الإنسان، تم تعديل الهيكل والنظم لتحسين السلامة والموثوقية.
واستخدمت الأقمار الصناعية الأربعة التي أعقبت مركبة ميركوري في الفضاء البشري أقوى معزز (أطلس) للدخول إلى مدار أرضي منخفض.

## معرض صور

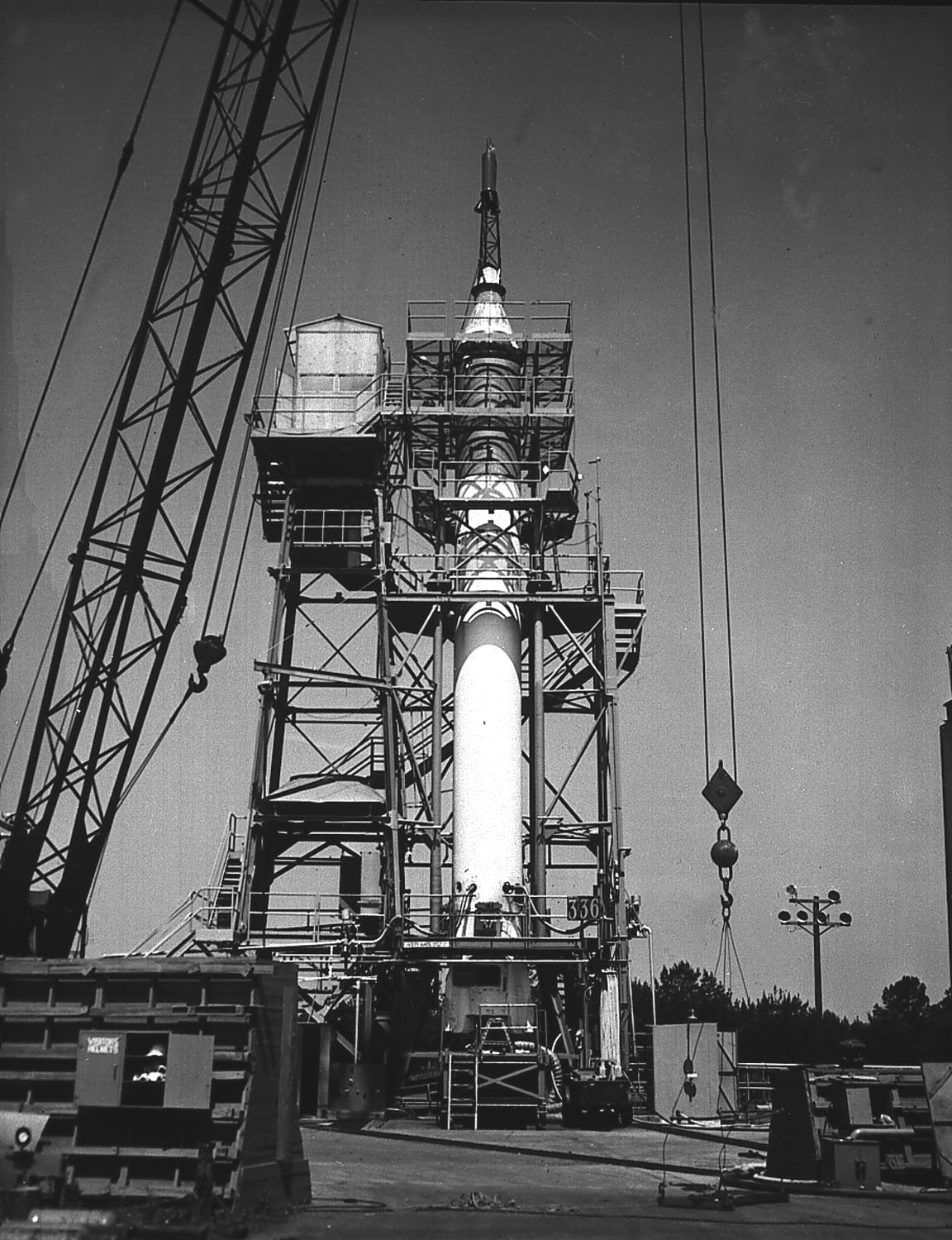
ميركوري-ريدستون قبل اختبار لإطلاق النار في موقف اختبار ريدستون في مركز مارشال لبعثات الفضاء، بولاية ألاباما،  الولايات المتحدة
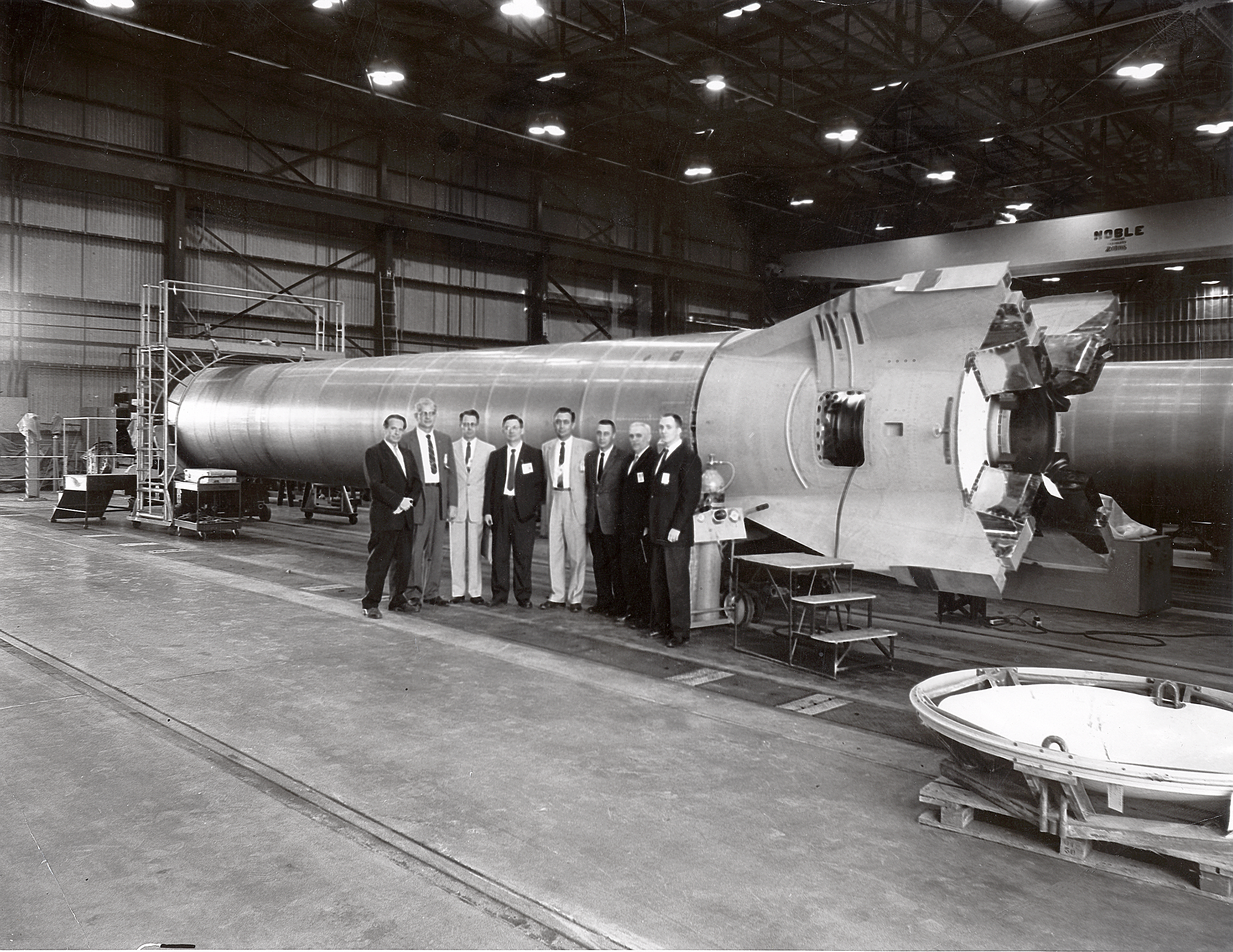
مدير مركز مارشال لبعثات الفضاء لمشروع في شركة ميركوري-ريدستون يواكيم كويتنر (l) ومسؤولو المركز رائد الفضاء ميركوري-ريدستون 4 غوس غريسوم (6 من l).
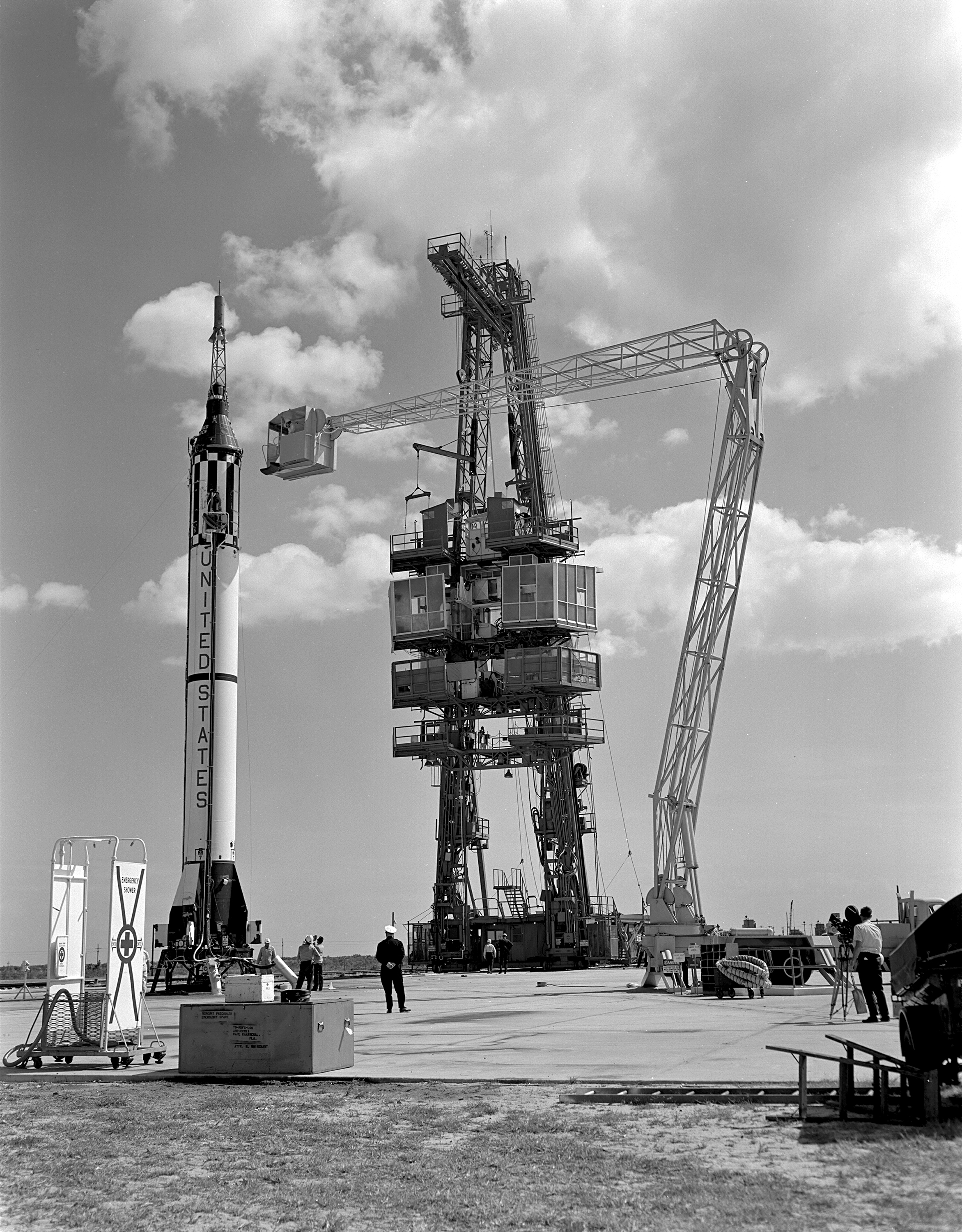
ميركوري-ريدستون 3 في أنشطة ما قبل إطلاق في 21 أبريل عام 1961 في مجمع الإطلاق 5 (LC-5)، في قاعدة كيب كانافيرال للقوات الجوية، ولاية فلوريدا،  الولايات المتحدة
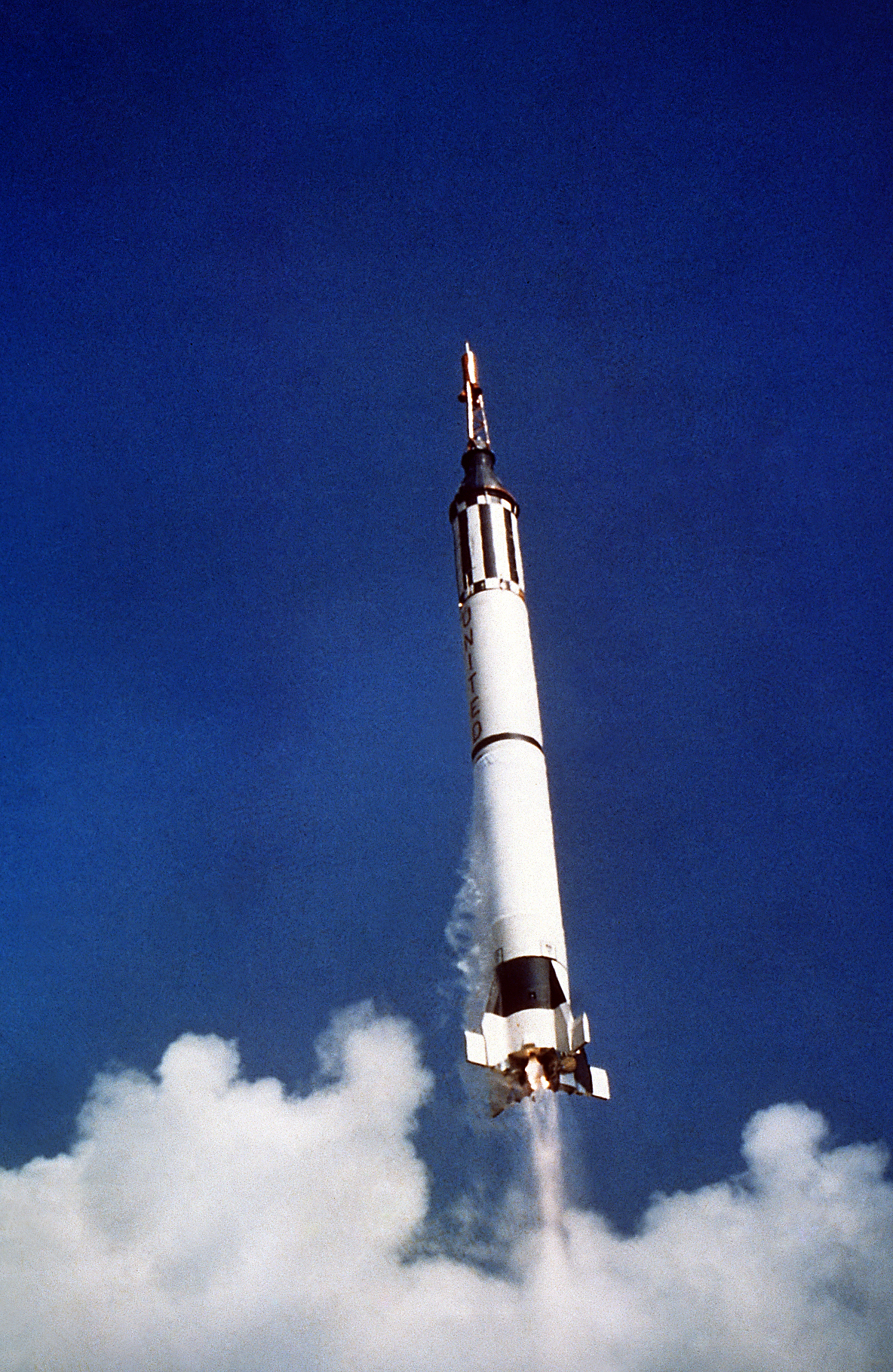
لحظة إطلاق ميركوري-ريدستون 3 يوم 5 مايو عام 1961 حاملة ألان شيبارد
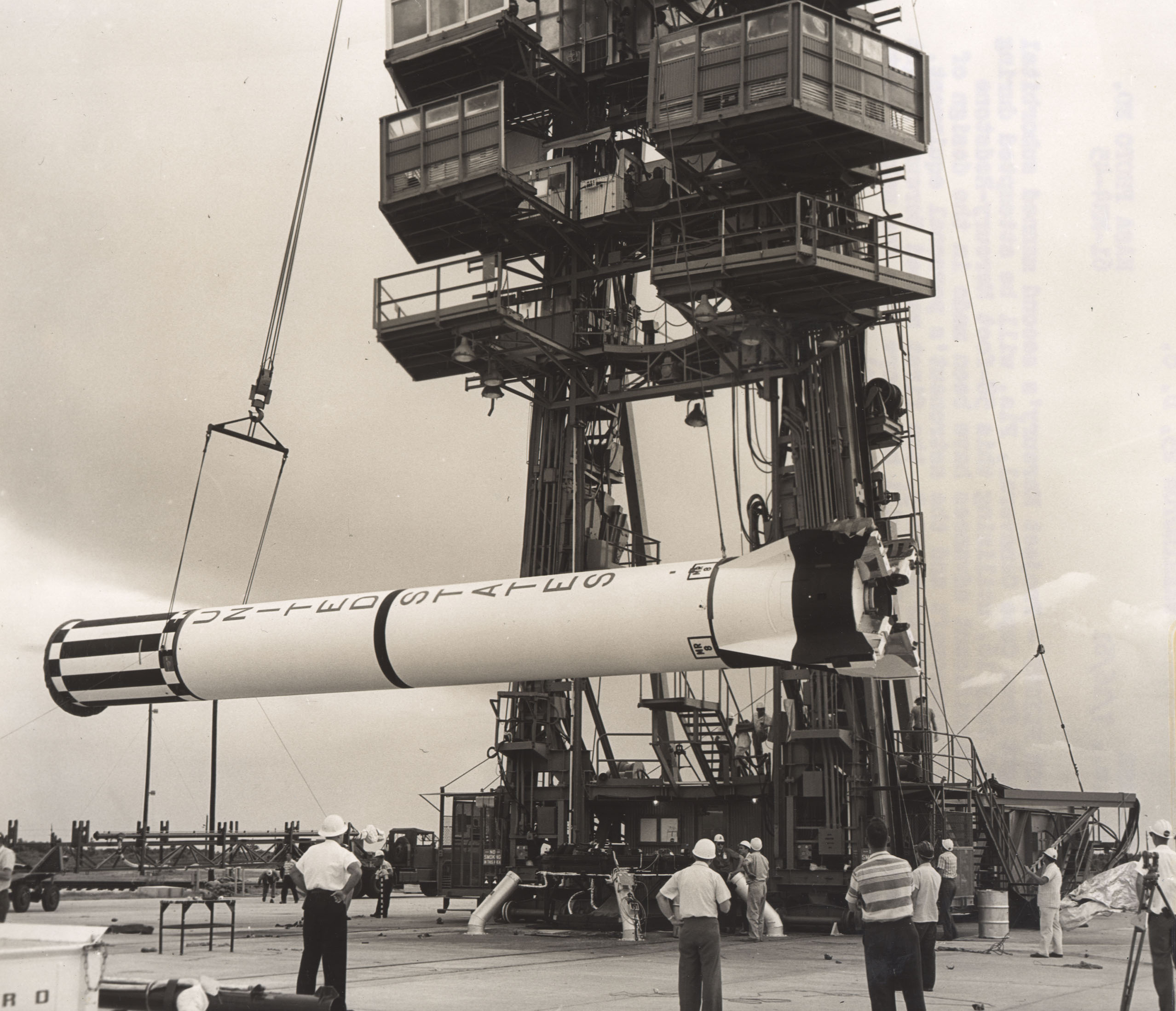
انتصاب معززة ميركوري-ريدستون 4 في مجمع الإطلاق 5 (LC-5)
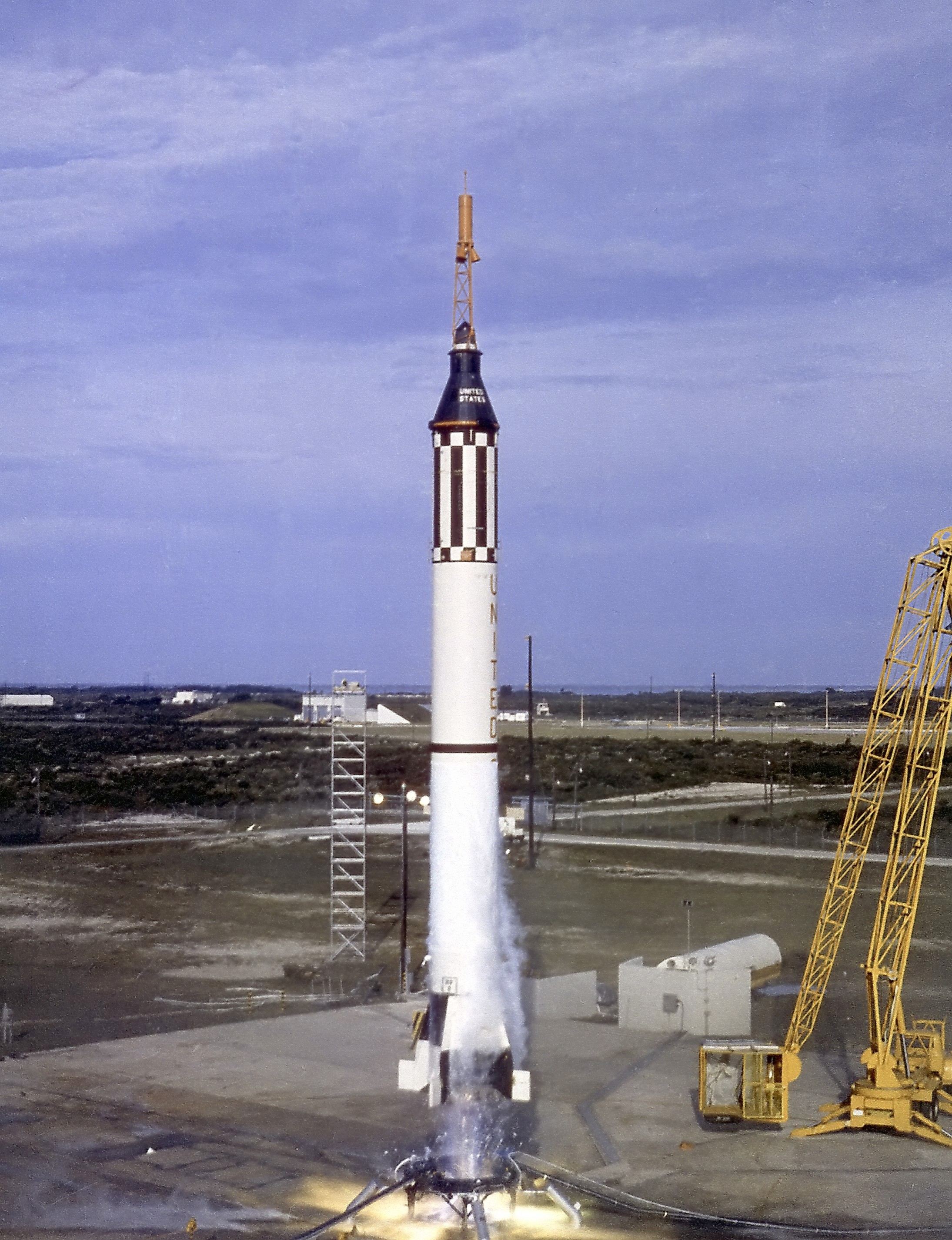
ميركوري-ريدستون 4 لحظة إطلاقها حاملة غوس غريسوم يوم 21 يوليو عام 1961